# Milena Šoltészová
Milena Šoltészová (nascida a 28 de novembro de 1939) é uma ilustradora e gravurista checa.
Nascido em Praga, Šoltészová estudou na Academia de Belas Artes daquela cidade de 1961 a 1967. Mais tarde, também fez um curso de restauração de arte. Ela juntou-se à organização de artistas Hollar em 1991 e trabalhou como ilustradora e também como gravurista, e prefere técnicas de gravura como água-forte, água-tinta e ponta-seca.
Uma impressão de Šoltészová de 1990, Dve lahve em ponta seca e água-tinta em azul e preto sobre papel tecido, é propriedade da Galeria Nacional de Arte.